# Dendronephthya aculeata
Dendronephthya aculeata är en korallart som beskrevs av Kükenthal 1905. Dendronephthya aculeata ingår i släktet Dendronephthya och familjen Nephtheidae. Inga underarter finns listade i Catalogue of Life.